# 世界に一人のシンデレラ feat. U
「世界に一人のシンデレラ feat. U」（せかいにひとりのシンデレラ フィート ユー）は、2010年5月19日にEpic Records Japanから発売されたPENGINの5枚目のシングル。

## 解説
前作「世界に一人のシンデレラ」から8ヶ月ぶり。表題曲は、前作「世界に一人のシンデレラ」に「U」をフィーチャリングボーカルとして迎え新録・リアレンジしたバージョン。「U」はボーカルのXICOの沖縄アクターズスクール時代からの友人の山田優。山田優初のフィーチャリングとしての参加。ミュージック・ビデオでは、PENGIN、ウェディングドレス姿の新婦役の山田優、新郎役でオードリーの春日俊彰が出演。C/W曲には、自らが作詞を担当した「明日の空」を収録している。

## 収録曲
全編曲：PENGIN・小高光太郎
1. 世界に一人のシンデレラ feat. U（4：55）
作詞・作曲：PENGIN
2. ふたりのファンタジー（4：03）
作詞：346・XICO　作曲：PENGIN・小高光太郎
3. 明日の空（PENGIN version）（3：47）
作詞：PENGIN　作曲：藤本和則